# Rio Aita
O Rio Aita é um rio da Romênia afluente do rio Olt, localizado no distrito de Covasna.